# Broich (Kempen)
Broich war bis 1913 eine eigenständige Gemeinde im damaligen Kreis Kempen in der preußischen Rheinprovinz. Ihr ehemaliges Gebiet gehört heute zur Stadt Kempen im Kreis Viersen in Nordrhein-Westfalen.

## Geographie
Die Gemeinde Broich umfasste den größten Teil des Dorfes St. Hubert (ein kleiner Teil von St. Hubert gehörte zur Gemeinde Orbroich), die Ansiedlungen Bendheide, Escheln und Voesch sowie zahlreiche westlich und südlich von St. Hubert gelegene Einzelhöfe. Die Gemeinde umfasste 1885 eine Fläche von 13,0 km².

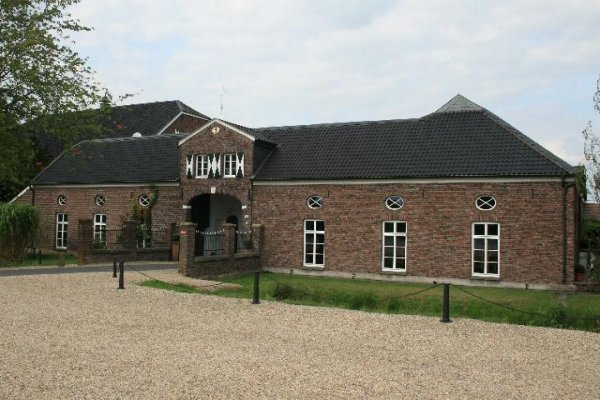
Der Neimeshof auf dem ehemaligen Gebiet der Gemeinde Broich

## Geschichte
Broich war ursprünglich eine der sechs Honschaften des kurkölnischen Amtes Kempen. Die anderen fünf Honschaften waren Schmalbroich, Orbroich, Benrad, die Kleine Honschaft, aus der später St. Tönis wurde, und die Große Honschaft, aus der später Vorst wurde.
Seit der Franzosenzeit war Broich neben Orbroich eine der beiden Landgemeinden der Bürgermeisterei St. Hubert im preußischen Kreis Kempen. Am 1. April 1913 wurde Broich mit Orbroich zur Gemeinde St. Hubert zusammengeschlossen. St. Hubert wiederum wurde 1970 nach Kempen eingemeindet.

## Einwohnerentwicklung
| Jahr | Einwohner | Quelle |
| ---- | --------- | ------ |
| 1864 | 1780      | [ 5 ]  |
| 1885 | 2119      | [ 2 ]  |
| 1910 | 2145      | [ 6 ]  |

## Baudenkmäler
Baudenkmäler auf dem Gebiet der ehemaligen Gemeinde Broich sind unter anderem der Beyertzhof, der Bliexhof, der Neimeshof, die ehemalige Wackertapp-Mühle, die katholische Pfarrkirche St. Hubert mit ihrem Pfarrhaus, das Marienheim, das ehemalige Weberhaus sowie die ehemalige katholische Volksschule.